# Proti severnemu vetru
Proti severnemu vetru je roman, ki ga je napisal nemški pisatelj Daniel Glattauer. Spada med ljubezenske romane. Knjiga ima tudi nadaljevanje z naslovom Vsakih sedem valov. 

## Vsebina
Zgodba se začne tako, da se želi Emmi Rothner odjaviti od časopisa, pa pošlje elektronsko pošto na napačni naslov. Šaljiv odgovor nanjo sproži vrsto mailov. Sčasoma se to razvije v flirt, dopisovanje pa je polno domišljije, iskanja bližine, pristne romantike, inteligentnega humorja in drzne odkritosti. Emmi in Leo si pišeta vsak dan, ne le takrat, ko Emmi ne more spati zaradi severnega vetra. Pišeta si, čeprav je Emmi poročena, ima moža in dva otroka. Dokler ni spoznala Lea, je mislila, da je njeno življenje popolno, saj se z možem in otrokoma dobro razume. Zdaj začne v to dvomiti. Leo Leike pa je samski moški, ki ima nesrečo v ljubezni. Ali bosta drug v drugem našla tisto, kar pogrešata v vsakdanjem življenju? Ali je možno, da se bosta zadovoljila le s pogovorom po elektronski pošti?

## Ocene in nagrade
Knjiga je bila leta 2006 nominirana za nagrado Deutscher Buchpreis. Leta 2007 je bil nagrajen za Literaturpreis Buchliebling v kategoriji književnost, romani, leposlovje.

## Izdaje in prevodi
Knjiga Proti severnemu vetru je v originalu v nemškem jeziku, in sicer z naslovom Gut gegen Nordwind. 

## Priredbe
Roman je bil uprizorjen v več kot 40 gledališčih. Dramatizacijo sta pripravila dramaturginja Ulrike Zemme in avtor. Proti severnemu vetru so v režiji Alena Jelena  premierno uprizorili leta 2011 v kranjskem Prešernovem gledališču in MG Ptuj. V glavnih vlogah sta bila Rok Vihar in Vesna Pernarčič. Prav tako je bil roman uprizorjen v Josefstadt Theatru, kjer je bila predstava tudi posneta in je dostopna na DVD-ju.